# جوسيلين روبرسون
جوسلين ميشيل روبرسون (من مواليد 08 فبراير 2006 في تيكساركانا، تكساس) هي لاعبة جمباز فني أمريكية ولاعبة ضمن فريق الجمباز الوطني الأمريكي الفائز بالميدالية الذهبية في بطولة العالم للجمباز الفني 2023. في البطولات الوطنية احتلت روبيرسون المركز العاشر في المنافسة الشاملة والمراكز الرابع في حركات الأرضية، ونتيجة لذلك تأهلت إلى التجارب الأولمبية. خلال منافسات التجارب الأولمبية احتلت المركز السادس في المنافسة الجمباز الشامل، والمركز الرابع في حدث القفز، والعاشرة في حدث العارضات غير المتساوية، والأولى على عارضة التوازن، والمراكز الرابع في حركات الأرضية، تم إختيارها لاعبة بديلة لفريق الولايات المتحدة الأمريكية للجمباز الفني للسيدات في دورة الألعاب الأولمبية الصيفية 2024.

## نشأتها
ولدت جوسيلين روبرتسون لجيفري وأشلي روبرتسون في عام 2006 في تيكساركانا، تكساس.

## مسيرة الرياضية

### عام 2021
تنافست روبيرسون في كأس الشتاء 2021 حيث احتلت المركز الثاني خلف إيلا كيت باركر في منافسة جمباز فردي شامل، والأولى على عارضة التوازن، والثالثة في حدث حركات الأرضية في فئة الناشئين. ثم تنافست في بطولة الولايات المتحدة الكلاسيكية 2021 حيث احتلت المركز الخامس. وفي البطولات الوطنية احتلت روبيرسون المركز الرابع في جمباز فردي شامل، والأولى على عارضة التوازن، والثانية في القفز. ونتيجة لذلك، تم تعيينها كبديلة للفريق في بطولة الألعاب الأمريكية للناشئين.

### عام 2022
أصبحت روبيرسون مؤهلة للمشاركة في منافسات الكبار عام 2022. وقد ظهرت لأول مرة في بطولة كأس الشتاء 2022 حيث احتلت المركز الأول في القفز. ثم تنافست في بطولة الولايات المتحدة الكلاسيكية 2022 وبطولة الجمباز الوطنية الأمريكية 2022. في أكتوبر تعهدت روبيرسون شفهيًا بالتنافس مع فريق أركنساس رازورباكس للجمباز، بدءًا من موسم 2024-25.

### عام 2023
بدأت روبيرسون هذا العام بالمنافسة في كأس الشتاء 2023 حيث احتلت المركز الأول في القفز والثاني في عارضة التوازن وحركات الأرضية. كان أداءها في حدث العارضة غير المتساوية دون المستوى إلى احتلال المركز السادس في جمباز فردي شامل. ونتيجة لذلك تم اختيار روبيرسون لاول مرة للانضمام للفريق الوطني الأول وتم اختيارها للمنافسة في تحدي فريق كأس دي تي بي شتوتغارت 2023 جنبًا إلى جنب مع ليكسي زيس وزوي ميلر ونولا ماثيوز وأشلي سوليفان. احتلوا معًا المركز الأول كفريق وتأهلت روبيرسون إلى نهائيات حدث القفز وحركات الأرضية. فازت بالميدالية الذهبية في القفز والميدالية الفضية في تمارين الأرضية خلف جوليا سواريس من البرازيل. نظرًا لأدائها في بطولة شتوتغارت، تم اختيار روبيرسون للمنافسة في كأس العالم في القاهرة في أبريل حيث فازت بالميدالية الذهبية في القفز وحركات الأرضية بالإضافة إلى الميدالية الفضية في عارضة التوازن.
بعد كأس العالم في القاهرة، تم تعيين روبيرسون في الفريق للمنافسة في بطولة الألعاب الأمريكية إلى جانب زوي ميلر، وأديسون فاتا، وتيانا سوماناسيكيرا، ونولا ماثيوز، والرياضية البديلة المسافرة مادراي جونسون. خلال بطولة الألعاب الأمريكية فازت بالميدالية الذهبية في حركات الأرضية والميدالية الفضية في عارضة التوازن والقفز. خلال المباراة النهائية للفريق، ساهمت روبيرسون في القفز وعارضة التوازن وحركات الأرضية لتحقيق المركز الأول للولايات المتحدة.
في سبتمبر تم اختيار روبيرسون لتمثيل الولايات المتحدة في بطولة العالم للجمباز الفني 2023 إلى جانب سيمون بايلز، وسكاي بلاكلي، وشيلسي جونز، وليان وونغ، والبديلة كايلا دي سيلو. خلال التصفيات، تنافست في حركات الأرضية والقفز و لمساعدة الولايات المتحدة على التأهل إلى نهائي الفريق في المركز الأول، وبشكل فردي، تأهلت إلى نهائي القفز. وكان من المتوقع أن تتنافس مرة أخرى في القفز وحركات الأرضية خلال المباراة النهائية للفريق؛ ومع ذلك أثناء الإحماء على القفز تعرضت لإصابة في كاحلها ولم تتمكن من المنافسة. بسبب الإصابة، تم انسحاب روبيرسون من نهائي القفز. وعلى الرغم من ذلك فازت الولايات المتحدة الأمريكية بلقبها العالمي السابع على التوالي.
في نوفمبر، وقعت روبيرسون وثيقة التزام مع فريق أركنساس رازورباكس.

### عام 2024
عادت روبيرسون إلى المنافسة في بطولة أمريكا الكلاسيكية 2024، لكنها تنافست فقط على العارضتين غير المتساويتين وعارضة التوازن. وعادت إلى المنافسة الشاملة في بطولة الولايات المتحدة الكلاسيكية 2024 حيث احتلت المركز الثاني عشر. وفي بطولة الجمباز الوطنية الأمريكية 2024، احتلت روبيرسون المركز العاشر في المنافسة الشاملة والرابعة في حركات الأرضية، ونتيجة لذلك تأهلت إلى التجارب الأولمبية.
في التجارب الأولمبية، احتلت المركز السادس في المنافسة الشاملة، والرابعة على القفز، والعاشرة على العارضتين غير المتساويتين، والأولى في عارضة التوازن، والمركز الرابع في حركات الأرضية، وتم اختيارها بديلة لفريق الولايات المتحدة الأمريكية في دورة الألعاب الأولمبية الصيفية 2024.

## روابط خارجية
- جوسيلين روبرسون في الاتحاد الدولي للجمباز

- جوسيلين روبرسون على موقع الاتحاد الأمريكي للجمباز